# 지휘근무체계
지휘근무체계는 육군사관학교에서 4학년을 중심으로 움직이는 군 지휘체계의 축소판이다. 이는 타 장교 육성기관과 다르게 육군사관학교에만 존재하는 것이다. 일반적으로 다른장교육성기관과 육군사관학교의 차이점을 두는 쟁점이기도 하다.

미래 육군의 리더로서 자율정신과 책임의식, 리더십 및 지휘통솔 능력을 배양시키기 위해 지휘근무제도를 실시한다. 지휘근무 생도는 지휘관 생도, 참모 생도로 구분되어 각자 부대 지휘, 참모활동 등의 기능을 수행한다. 생도들은 지휘근무 제도 내에서 학년별 부여된 다양한 직책을 수행하며 지휘근무에 대 한 경험을 쌓게 된다.

## 편성
생도여단은 여단본부와 2개 대대본부, 각 대대별 4개중대로 총 8개 중대로 구성되어 있다. 중대는 중대 본부와 4개 소대로 편성되어 있으며, 소대는 3~4개 분대로 편성되어 있다. 각 제대는 생도들만으로 편성된다.

## 지휘근무생도의 권한과 책임
지휘근무생도는 지휘계선상 후배 지휘근무생도에게 규정 범위 내에서 일과 진행을 통제하고, 기능별로 위임되거나 지시된 임무수행을 위해 명령과 및 지시를 할 수 있다. 또한 생도생활예규의 범위 내에서 생도생활 지도를 위한 교정과 포상 권한을 가진다.
지휘근무생도는 솔선수범하는 자세로 타 사관생도의 모범이 되어야 하고 주어진 임무에 대해 적극적이고 능동적인 지휘활동을 하여야 하며, 그에 대한 책임을 진다.

## 주요용어
여단장생도
대대장생도
중대장생도
여단인사참모생도
여단인사장교생도
여단주임원사생도
여단군수참모생도
여단군수장교생도
여단환경장교생도
기수생도